# Homam
Homam (ζ Pegasi / ζ Peg / 42 Pegasi) és un estel de magnitud aparent +3,40 a la constel·lació del Pegàs. El seu nom, escrit també com Homan o Humam, és d'origen àrab; aquest estel i ξ Pegasi eren conegudes pels antics àrabs com «els estels de la sort de l'heroi».
Homam és un estel blanc-blavós de tipus B8V distant 209 anys llum del sistema solar. Amb una temperatura superficial de 11.190 K, és 227 vegades més lluminosa que el Sol. Té un radi 4 vegades més gran que el radi solar i una massa compresa entre 3,3 i 3,5 masses solars, cosa que concorda més amb una subgegant que amb un estel de la seqüència principal. La seva edat s'estima en 260 milions d'anys. Com altres estels B, posseeix una metal·licitat inferior a la solar, aproximadament el 40 % de la mateixa. La seva velocitat de rotació és d'almenys 140 km/s, donant lloc a un període de rotació igual o inferior a 1,4 dies. És un estel variable pulsant lent —semblant a 53 Persei— la lluentor del qual mostra una petita oscil·lació de 0,00049 magnituds en un període de 22,95 hores.
Es pensa que Homam forma un sistema binari amb un estel de magnitud 11 visualment a 177 segons d'arc. L'acompanyant és un nan taronja de tipus K6 separat almenys 11.000 ua de l'estel principal. Un tercer estel a 61 segons d'arc de Homam sembla no estar físicament relacionat amb ell.